# 胡梦玉
胡梦玉（1912年3月10日—1987年8月29日），江苏无锡人，中华人民共和国小学教育家。

## 生平
1933年毕业于燕京大学生物系。同年入苏州东吴大学生物系研究院，1935年获硕士学位。1946年在燕京大学教育系任教。1952年院系调整时入北京师范大学教育系，任小学教材教法教研室主任、教授。同年加入中国民主促进会。1982年加入中国共产党。